# Staatsarchiv Padua
Das Staatsarchiv Padua (italienisch Archivio di Stato di Padova) befindet sich in der Via dei Colli 24, somit an der Hauptstraße der Zona Brusegana westlich der Kernstadt Padua, die wiederum im Nordosten Italiens liegt. Der Umzug des 1948 gegründeten Staatsarchivs an den heutigen Standort erfolgte mit einem Beschluss des Jahres 1959, die Fertigstellung des neuen Bauwerks erfolgte knapp zwei Jahrzehnte später, der Umzug 1978. Seit 1988 besteht eine eigene Restaurierungswerkstatt. Direktorin ist Cristina Roberta Tommasi. Das Kommunalarchiv hatte bereits im 19. Jahrhundert eine Abteilung erhalten, die auf Andrea Gloria zurückgeht. 

## Bestände

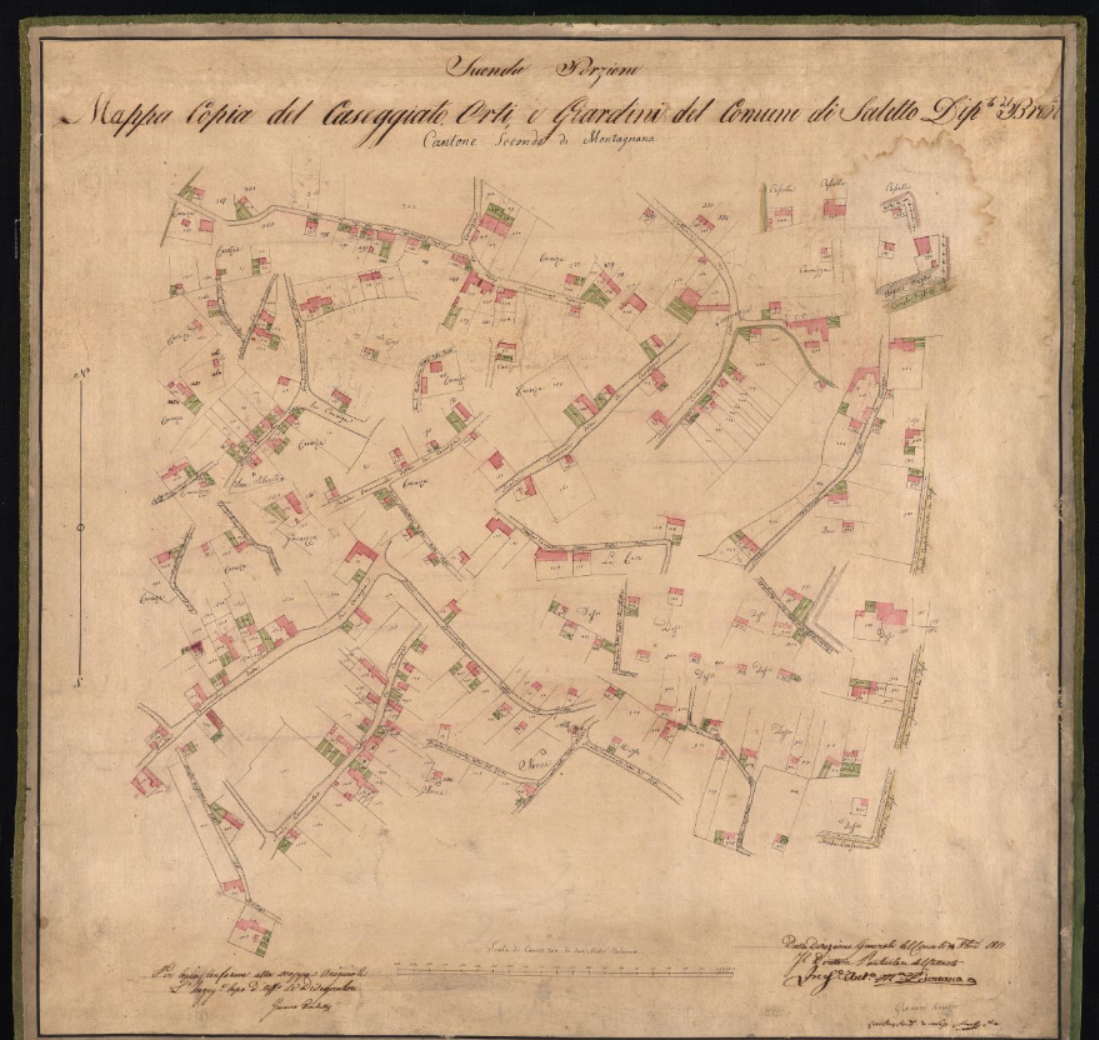
Karte von 1811 aus napoleonischer Zeit

Das Haus birgt etwa 25 Regalkilometer Papier- und Pergamentdokumente, hinzu kommen Karten, Fotografien usw. 
Neben der laufenden Aufnahme neuer Archivalien aus staatlicher Tätigkeit erwarb das Archiv historische Bestände, wie den Fondo notarile, der bis ins 14. Jahrhundert zurückreicht. Das Staatsarchiv erwarb zudem private Archive von örtlich bedeutenden Familien und Institutionen. Zu diesen gehörten die Archivalien der Negri-Obizzi-Sala, das Archivio Obizzi-Casa d’Austria-Este, die Familienarchive Orsato und Polcastro oder das Archivio Arrigoni degli Oddi.
Letzterem entstammt zudem eine reichhaltige Privatbibliothek, die 6000 Bände umfasst, darunter zwei Inkunabeln und etwa 500 Cinquecentine (Frühdrucke und sonstige Drucke des 16. Jahrhunderts). Sie wurde dem Archiv gestiftet.